# Número algébrico
Em matemática, um número algébrico é qualquer número real ou complexo que é solução de alguma equação polinomial com coeficientes inteiros. Em um sentido mais amplo, diz-se que um número é algébrico sobre um corpo quando ele é raiz de um polinômio com coeficientes neste corpo.
Todos os números racionais são algébricos porque qualquer fracção do tipo {\displaystyle {\frac {a}{b}}} é solução de {\displaystyle bx-a=0}. Alguns números irracionais como {\displaystyle {\sqrt {2}}} e {\displaystyle {\frac {\sqrt[{3}]{3}}{2}}} são também algébricos, porque são as soluções de {\displaystyle x^{2}-2=0} e {\displaystyle 8x^{3}-3=0}, respectivamente. Mas nem todos os reais são algébricos – como exemplo refiram-se π e {\displaystyle e}. A um número real ou complexo não algébrico dá-se o nome de número transcendente.
Se um número algébrico for solução de uma equação de grau {\displaystyle n} com coeficientes inteiros e de nenhuma de grau inferior, diz-se que é um número algébrico de grau {\displaystyle n}.

## O corpo dos números algébricos
A soma, subtração, produto e quociente de dois números algébricos é novamente um número algébrico, logo eles formam um corpo. Pode-se mostrar que as soluções de equações polinomiais com coeficientes algébricos são novamente números algébricos. Posto de outro modo, o corpo dos números algébricos é algebricamente fechado De facto, é o menor corpo algebricamente fechado que contém os racionais, pelo que é a aderência algébrica do corpo dos números racionais.

## Números definidos por radicais
Todos os números que possam ser escritos usando uma forma finita de adições, subtrações, multiplicações, divisões, e raízes de grau n (n inteiro positivo) são algébricos. O contrário, no entanto, não é verdadeiro, pois há expressões algébricas que não podem ser representadas dessa maneira. Todos esses números podem ser vistos como soluções para equações polinomiais de grau ≥ {\displaystyle 5}. Isto é o que diz a Teoria de Galois.

## Inteiros algébricos
Um número algébrico que é raiz de uma equação polinomial de grau {\displaystyle n}, com coeficientes inteiros, onde o coeficiente do termo de grau {\displaystyle n} é igual a {\displaystyle 1} diz-se um inteiro algébrico. Por exemplo, {\displaystyle 3}√{\displaystyle 2+5} e {\displaystyle 6i-2} são inteiros algébricos.
A soma, a diferença e o produto de inteiros algébricos é novamente um inteiro algébrico; por outras palavras, os inteiros algébricos formam um anel. O nome «inteiro algébrico» tem origem no facto de os únicos números racionais que são inteiros algébricos serem os números inteiros.

## Números algébricos sobre um corpo
Sejam K e L corpos, {\displaystyle K\subseteq L\,} e {\displaystyle \alpha \in L\,}. Então, considerando-se todos os polinômios p(x) não-nulos com coeficientes em K, temos que:
{\displaystyle \alpha \,} é transcendente sobre K se {\displaystyle \forall p(x),p(\alpha )\neq 0\,}
{\displaystyle \alpha \,} é algébrico sobre K se {\displaystyle \exists p(x),p(\alpha )=0\,}
Por exemplo, {\displaystyle \pi \,} é transcendente sobre {\displaystyle \mathbb {Q} [{\sqrt {2}}]\,}, mas é algébrico sobre {\displaystyle \mathbb {Q} [\pi ^{2}]\,} (porque é uma raiz de {\displaystyle p(x)=x^{2}-\pi ^{2}\,}).

## Aproximação por números racionais
Todo número real (como os números algébricos) pode ser aproximado por números racionais. Uma observação aparentemente paradoxal é que os números algébricos são ruins de serem aproximados por números racionais, ou seja, ao se aproximar
{\displaystyle \alpha \approx {\frac {p}{q}}}
o erro tende a ser grande quando comparado com o denominador q. Isso pode ser usado para mostrar que alguns números não são algébricos. Para maiores detalhes, ver artigo sobre Números de Liouville.